# Филадельфия (Египет)
Филаде́льфия (с др.-греч. Φιλαδέλφεια — любящая Дельфы) — древнеегипетский город, существовавший с 259—257 до н. э. до V—VI веков. Был основан в правление египетского царя Птолемея II Филадельфа и назван в честь жены и одновременно родной сестры Птолемея Арсинои Филадельфии. Был важным торговым центром и центром производства керамики, застраивался по регулярному плану и имел общий размер около 1000×1500 метров. Пришёл в упадок и был окончательно заброшен к концу V — началу VI века. Руины города были обнаружены и исследованы в 1908—1909 годах немецкими археологами Паулем Фиреком и Фридрихом Цукером, после открытий которых город был разграблен местными жителями и кладоискателями. Около 1915 года в руинах города было обнаружено одно из самых крупных сохранившихся до наших дней собраний древнеегипетских папирусов, ставших известными под названием архива Зенона. В 1924 году Людвиг Борхардт измерил городище без детальных раскопок и составил план города — к тому моменту он уже серьёзно пострадал относительно состояния на 1908 год. К настоящему времени останки города полностью уничтожены.

## Расположение
Остатки города расположены на территории Египта, в оазисе Эль-Файюм, в районе современного селения Ком-эль-Хараба-эль-Кебир, к востоку от канала Абдалла-Вахби. К западу от городища находятся орошаемые земли сельскохозяйственного назначения, с остальных сторон его окружает пустыня. Городище пересекает асфальтированная автомобильная дорога, ведущая к долине Нила, от которой оно отделено неширокой (около 10 километров) полосой пустыни. К настоящему времени город полностью разрушен, и на поверхности не осталось следов от его существования, за исключением находимых изредка фрагментов керамики, стекла или фаянса.

## История
Город был основан в правление египетского царя Птолемея II Филадельфа (правил в 285—246 до н. э.) в 259—257 до н. э. Город был назван в честь жены и одновременно родной сестры Птолемея Арсинои Филадельфии. Был важным торговым центром на пути из Файюма к Нилу как в эпоху Птолемеев, так и в эпоху римского владычества. Застраивался по регулярному плану и представлял собой правильный прямоугольник размером примерно 1000×500 метров и не был окружён крепостной стеной. В городе имелось несколько важных храмов, он был центром гончарного производства. Как и многие другие окружающие города, пришёл в упадок в IV веке и был окончательно заброшен к концу V — началу VI века.

## Археологические исследования

### История археологических исследований

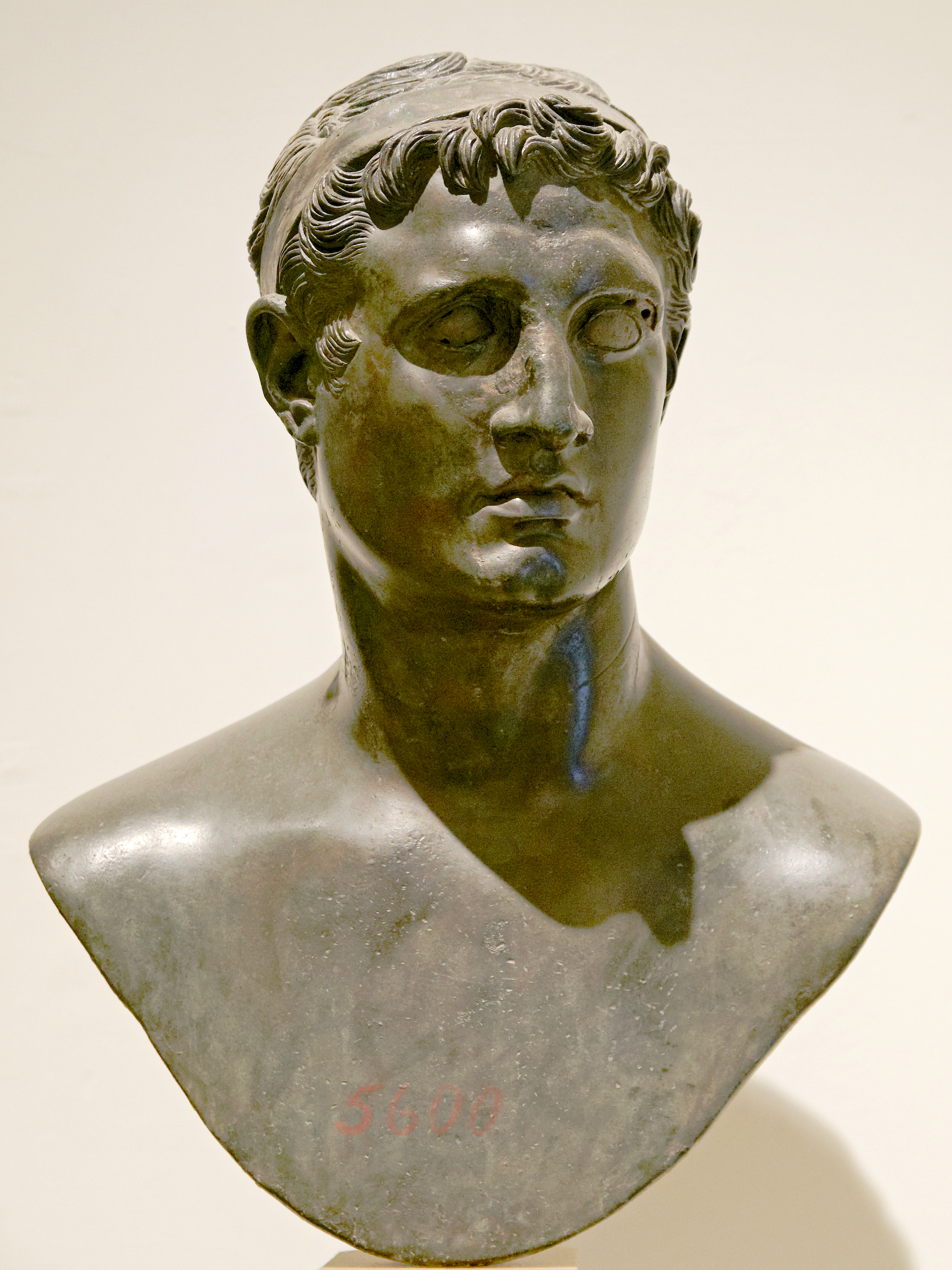
Птолемей II Филадельф, основатель Филадельфии.

Догадки о существовании древнеегипетской Филадельфии в районе Эль-Фаюма высказывались давно. Уже во время египетского похода Наполеона Бонапарта 1799 года поиск и раскопки в Филадельфии (точное местоположение которой ещё надо было найти) указывались как один из приоритетных планов, так, однако, и не реализованных.
На протяжении всего XIX века различными археологами, прежде всего — британцами, высказывались противоречивые предположения относительного точного местоположения Филадельфии. Впервые гипотеза о её местоположении на том месте, где она и была позднее обнаружена, была высказана Бернардом Гренфеллом и Артуром Хантом в конце XIX века. Гипотеза была основана на опросах местных жителей и на попадавших иногда на антикварный рынок находок из этой местности. Однако несмотря на то, что в 1891—1901 годах Гренфелл и Хант производили множественные раскопки в разных частях Эль-Фаюма, они не предприняли никаких действия для проведения работ в месте позднейшего обнаружения останков Филадельфии. Место городища впервые посетил на несколько дней в 1890 году британский археолог Флиндерс Питри, однако он также не производил раскопок.
Первые и единственные научные раскопки были проведены в 1908—1909 годах немцами Паулем Фиреком и Фридрихом Цукером. На момент проведения раскопок городские кварталы были ещё достаточно хорошо видны — Фирек и Цукер проводили раскопки в трёх зонах городища и обследовали многочисленные дома. Исследованный Фиреком и Цукером фрагмент города составлял прямоугольник примерно 500—600×400 метров, но общий размер города был оценён ими примерно в 1000×500 метров.
После отъезда экспедиции Фирека и Цукера в течение многих лет в Филадельфии не проводилось никаких научных исследований. Место археологов заняли кладоискатели из числа местных жителей, разорявшие остатки городища в поисках сокровищ. Такими кладоискателями были обнаружены и проданы антикварам многочисленные реликвии, хранившиеся до того в руинах оставленного города. Так, в 1913 году Гюставу Лефевру удалось приобрести у эльфаюмского антиквара четыре стелы с эпиграфами из Филадельфии, один из которых был посвящён богу Анубису. В результате хаотичных, ненаучных поисков из города были вывезены и проданы многочисленные папирусы, среди которых наиболее значимое собрание было обнаружено около 1915 года — речь идёт о так называемом архиве Зенона, относящемуся к III веку до н. э. Архив Зенона представляет собой крупнейшее собрание греческих и демотических папирусов, в которых содержится переписка диойкета Аполлония и управляющего его поместьем Зенона. Архив был выкуплен по частям у антикваров и хранится в наше время в различных музеях и библиотеках Великобритании, Египта, Италии и США.
В 1924 году Людвигом Борхардтом были проведены замеры городища без детальных раскопок и составлен план города — к тому моменту он уже серьёзно пострадал относительно состояния на 1908 год в результате действий местных жителей и кладоискателей. План Борхардта показывает, что город состоял из 27 кварталов размером примерно 100×50 метров и разделённых прямыми улицами шириной 5—10 метров, расположенными под прямым углом друг к другу — 5 улиц шли в направлении с севера на юг и восемь в направлении с запада на восток. Улицы, идущие с запада на восток были примерно в два раза шире идущих с юга на север. Общий размер сохранявшегося в 1924 году города имел размеры примерно 1000×500 метров. В отличие от других эллинистических городов Египта, Филадельфия застраивалась типовыми домами.

### Результаты археологических исследований
На основе раскопок Фирека и Цукера было определено, что жилые дома в кварталах стояли стена к стене, были примерно одинакового размера 12×12 метров и иногда разделялись переулками шириной около 1,5 метров, ведшими в находившийся внутри квартала внутренний дворик. Дома были построены из необожжённых кирпичей светлого цвета и имели высоту до 6 метров. Дома были многоэтажными, верхние этажи разрушены, но нижние этажи и подвалы сохранялись в относительно хорошем состоянии. Своды нижнего этажа были арочными или имели деревянные перекрытия. Именно в этих нижних этажах домов были сделаны основные археологические находки. Полы комнат первого этажа и подвалов были из утоптанной глины или из каменных плит. В подвалы вели деревянные или каменные лестницы. Стены внутри помещений были иногда покрашены или расписаны цветочным орнаментом или «под мрамор». В одном из домов был обнаружен выполненный на доске портрет в раме, который, вероятно, когда-то был вывешен на стене.

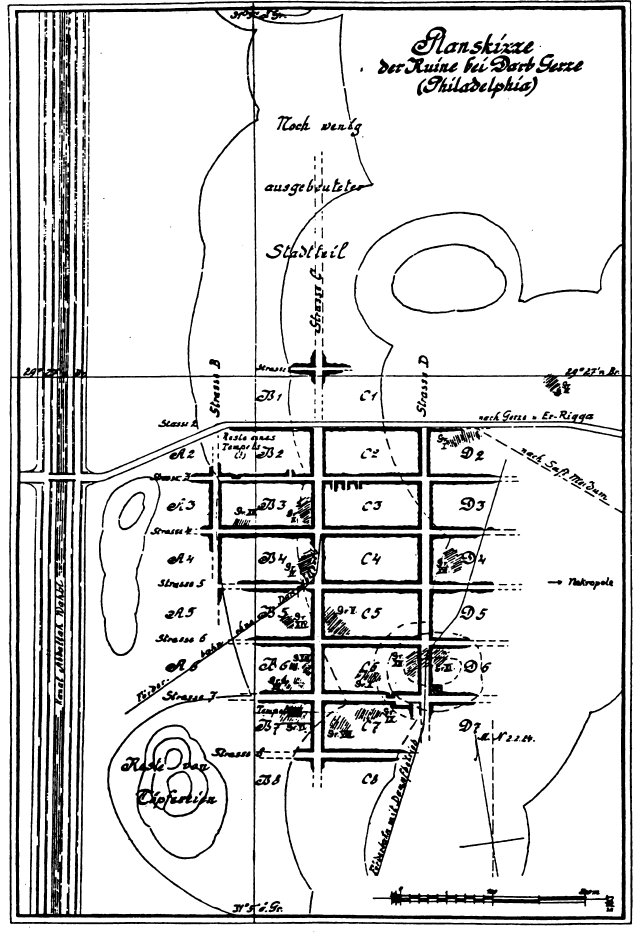
План Филадельфии, выполненный Людвигом Борхардтом в 1924 году.

Помимо жилых домов, были обнаружены более богатые здания, предположительно общественного назначения. В одном из них имелось помещение размером 14,5×5 метров, предназначение которого осталось неизвестным. Внутри этого помещения имелись остатки оштукатуренных колонн, имевшие на себе фитоморфные изображения. В этом здании при раскопках 1908—1909 годов были обнаружены несколько папирусов с текстами административного содержания.
В южной части города, к югу от описанного выше административного здания, располагалась самая важная из находок, осуществлённых Фиреком и Цукером — храм. Храм был лишь частично исследован археологами — раскопан был лишь алтарь. Здание храма было окружено стеной с воротами и располагалось на западной стороне главной улицы. От ворот к зданию храма вела мощёная каменными плитами дорога, на пол-пути которой к северу от дороги сохранился постамент от стоявшей там когда-то статуи. Сохранившиеся фрагменты стен храма были усилены деревянными балками и имели высоту около четырёх метров. Входные ворота в храм располагались в восточной стене здания, на обрушившемся архитраве имелась надпись демотическим письмом с посвящением Птолемею III Эвергету и богу Гору, относившаяся примерно к 130 до н. э., позднее оштукатуренная — по мнению исследователей, это был фрагмент более раннего храма III века до н. э., позднее использованный при строительство более нового сооружения. Под полом храма имелось несколько не сообщавшихся между собой комнат, в которых были обнаружены остатки деревянных сундуков, предположительно предназначенных для хранения храмовых сокровищ, к моменту обнаружения уже похищенных. Напротив входа размещалось возвышение из кирпичей высотой около 70 см, вероятно — постамент от статуи. Между стенами храма и внешними стенами храмового комплекса находились остатки ещё нескольких зданий — возможно, жилые здания для жрецов. Из-за регулярного плана города, Фирек и Цукер предположили, что город был построен одномоментно в III веке до н. э.
Во время раскопок 1908—1909 года были обнаружены многочисленные артефакты, которые, однако, не были должным образом описаны: вазы из стекла, терракоты, фаянса, бронзы и дерева, деревянные туалетные принадлежности (прежде всего — гребни), бронзовые ложки, деревянные шкатулки, иглы, корзины, детские игрушки (в том числе — игрушечные лук и меч), рабочие инструменты, фигурки людей и богов. В нескольких домах были обнаружены папирусы — всего 29 штук, среди которых 8 были сложены в деревянные шкатулки. Помимо того, были обнаружены 3 пластины с текстом на латыни. Помимо уже исследованных Фиреком и Цукером сооружений, в 1924 году Борхардт обнаружил в юго-западной части города структуры, которые были, по его предположению, печами для изготовления керамики.